# Распятие (Тинторетто)
«Распятие» (итал. Crocifissione) — картина выдающегося художника, живописца венецианской школы Якопо Робусти по прозванию Тинторетто, написанная им в 1565 году и находящаяся в Скуола-Гранде-ди-Сан-Рокко в Венеции.

## История
В 1564 году был объявлен конкурс на оформление интерьеров скуолы братства Сан-Рокко (Святого Роха), одной из шести венецианских благотворительных организаций мирян при монашеских братствах. В конкурсе приняли участие Паоло Веронезе, Андреа Скьявоне, Франческо Сальвиати, Тинторетто и Таддео Цуккаро. Поскольку во влажном климате Венеции художники избегали писать фрески, предполагалось украсить интерьеры здания картинами на холсте в богатых резных деревянных рамах.
Якопо Тинторетто, который с 1548 года, после Тициана, был официальным живописцем Венецианской республики, обошёл конкурентов, представив вместо наброска готовую картину «Святой Рох во Славе». Эта картина сейчас находится на потолке в Зале Альберго скуолы. После этого в течение двадцати трёх лет Тинторетто продолжал писать картины для Скуолы Сан-Рокко. Только для Зала Альберго Тинторетто написал двадцать семь картин маслом и темперой на холсте. В 1576—1581 годах он создал двадцать пять плафонов и настенных полотен второго этажа.
Картина «Распятие» (Голгофа) занимает всю стену Зала Альберго (Sala dell’Albergo — Зал приюта), где собирались члены казначейства и дзонты — выборного управления братством, второго этажа здания. Картина написана маслом на холсте и имеет огромные размеры даже по меркам венецианского мышления (536 ×1224 см). Тинторетто создал картину всего за год. Холст оказался слишком длинным по отношению к стене и поэтому крайняя часть была сложена. Таким он оставался веками, до реставрации в начале 1900-х годов после пожара, когда была обнаружена изогнутая часть.

## Композиция картины
Картина представляет так называемую «развёрнутую сцену», поэтому имеет вытянутый по горизонтали формат. Крест с распятым Иисусом находится точно в центре композиции. Два диагональных направления наподобие креста высвечиваются потоками магического света. У подножия креста показаны «три Марии», Иоанн, по сторонам всадники, римские солдаты и фигуры, которые Тинторетто, как и Веронезе, по венецианской традиции, всегда добавлял для живописного богатства композиции. Тёмное небо, тени от крестов и сияние вокруг Христа подчёркивают «тьму Иерусалимскую» и трагедию происходящего. «Никогда ещё в истории венецианского искусства сквозь красочность, эффектные ракурсы фигур, пятна света и тени не проявлялась с такой мощью искренность религиозного чувства. Здесь красота соединяется с трагедией».
Б. Р. Виппер подчёркивал, что, как во всех подобных случаях, Тинторетто в этой картине «создаёт собственную иконографию». Христос изображён «не измученным страдальцем, а дающим силу утешителем. Излучая широкое полукруглое сияние, наклонив голову к людям, он смотрит на группу своих близких у подножия креста… Кругом — шумная и пёстрая толпа палачей и зрителей, целое море фигур, пеших и всадников» в цветистых венецианских одеждах.

## Оценки
Американский писатель Генри Джеймс писал о картинах Зала Альберго: «Вряд ли мы найдём в другом месте четыре стены, в которые вложены столько гениальности. Воздух этих полотен так густ, что трудно дышать». По определению выдающегося историка искусства М. Дворжака, картина Тинторетто воплощает «борьбу между светом и тьмой», которая «возвышается над кипением человеческих страстей, словно некий мир в себе, некая иная воображаемая сфера, которая не может быть исчерпана человеческими действиями».
П. П. Муратов утверждал, что «Голгофа» Скуолы Сан-Рокко — это «целый мир, мир трагического движения, в котором отдельные люди и даже всадники теряются как песчинки, и событие как ураган проносится над ними вместе с грозовыми облаками на смятённом небе… Тинторетто не психологичен, характер мало интересует его, ибо характер — только минутная и случайная особенность единого человеческого духа… И не важнее ли всего то человеческое, вечное и общее, — та стихия жизни, которая двигала их грузные, широко задрапированные в красные мантии тела, давала острый блеск взгляду и роила мысль…».
А. Г. Габричевский считал Тинторетто и его произведения «ключевым моментом» развития истории изобразительного искусства в отношении понимания света и пространства. «Для Габричевского главный герой искусства Тинторетто — единое, органическое, как бы одушевлённое пространство».
Французский философ Жан-Поль Сартр, который назвал Тинторетто «узником Венеции» в эссе «Le Séquestré de Venise» (1961), написал по поводу «Распятия»: «Тинторетто предпочел изобразить жёлтую прореху в небе над Голгофой не для того, чтобы обозначить страдание или же его вызвать; изображенная им прореха как раз и есть само страдание, но одновременно это ещё и жёлтое небо».

## Детали картины

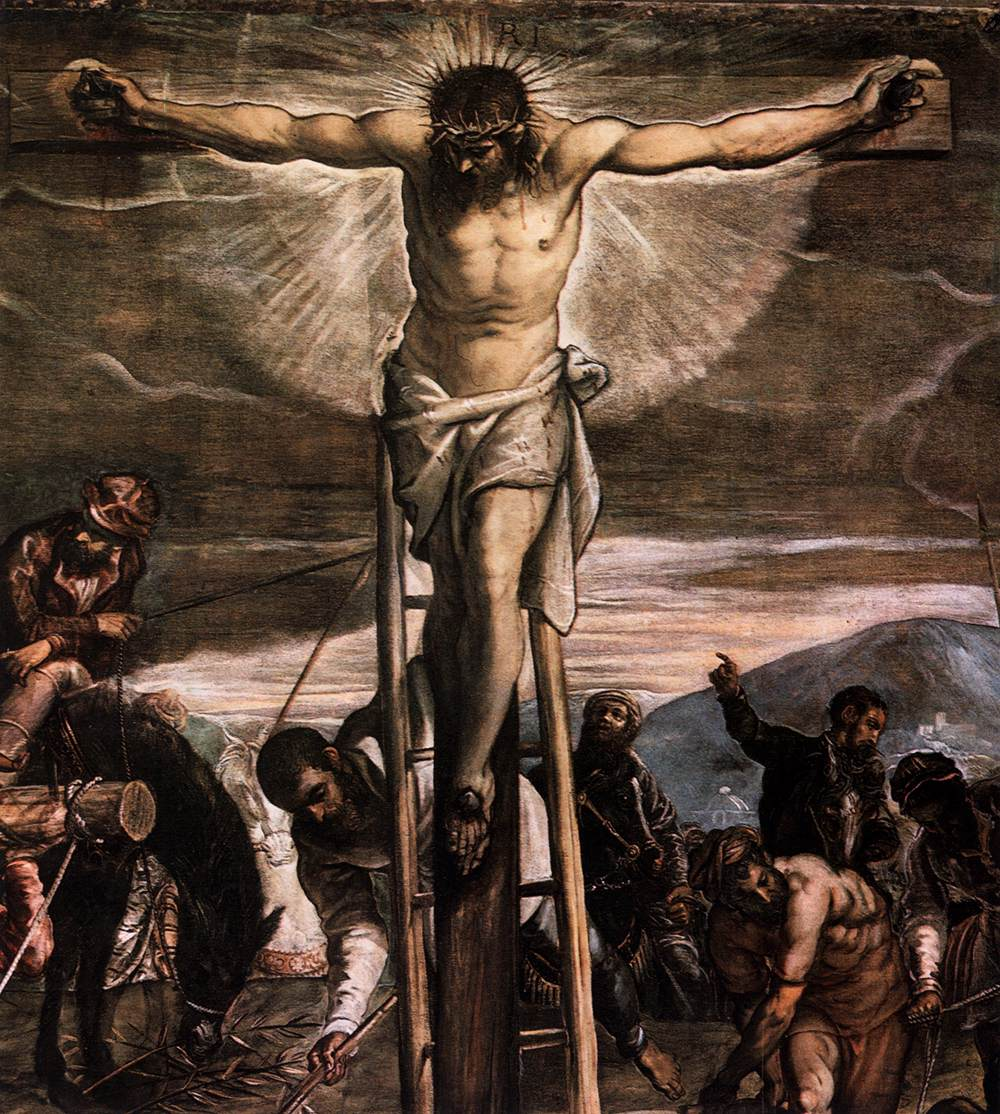
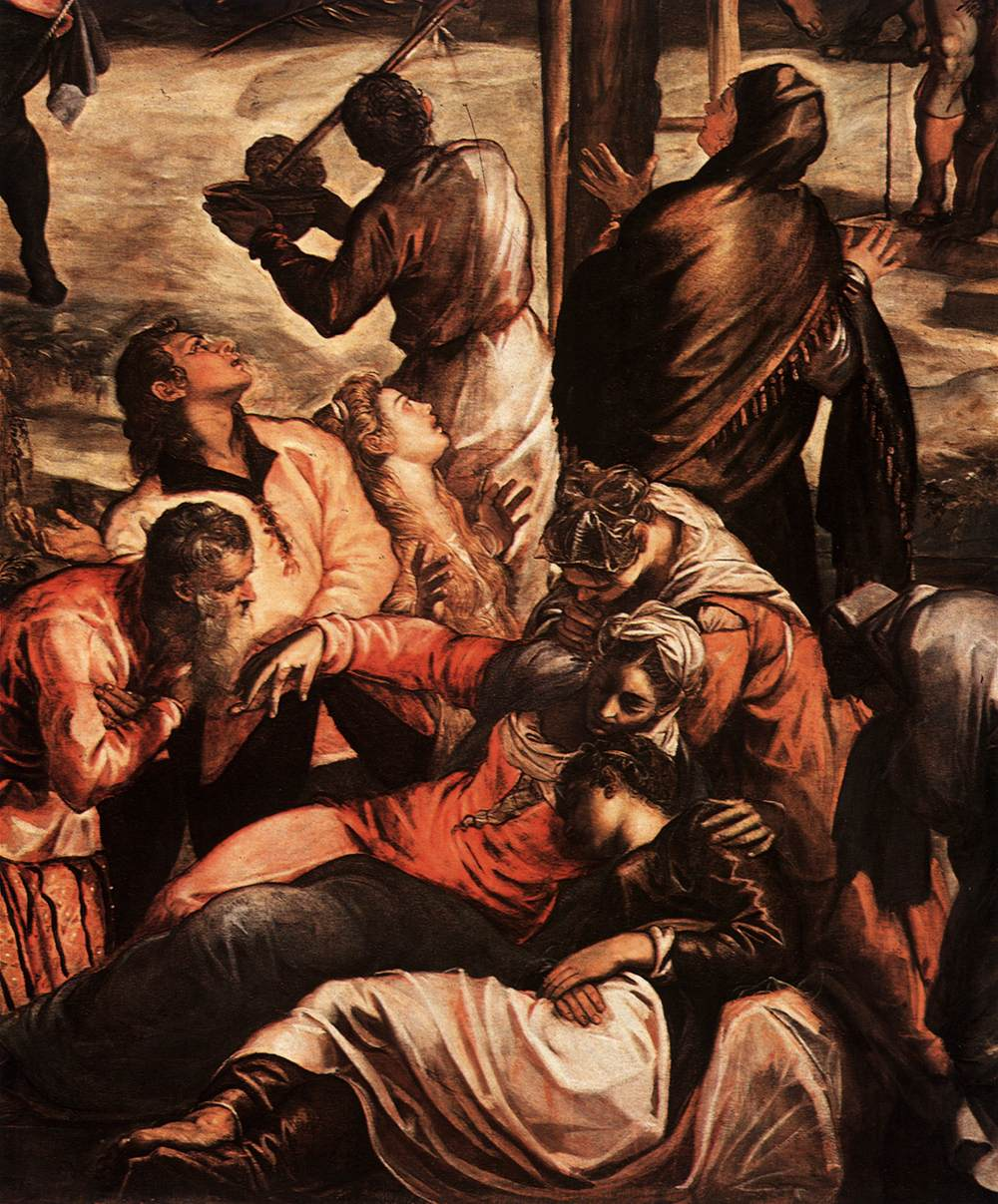
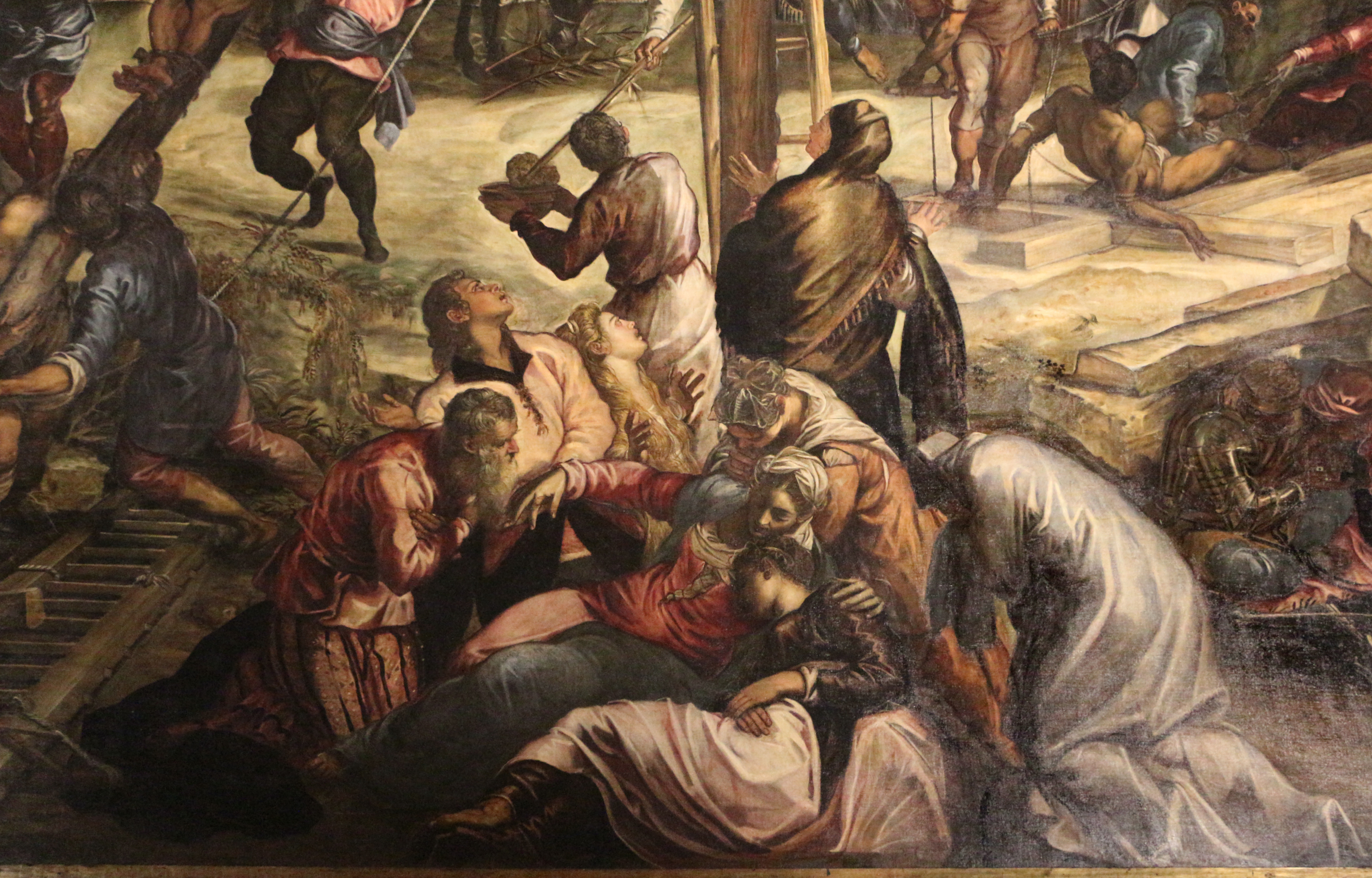
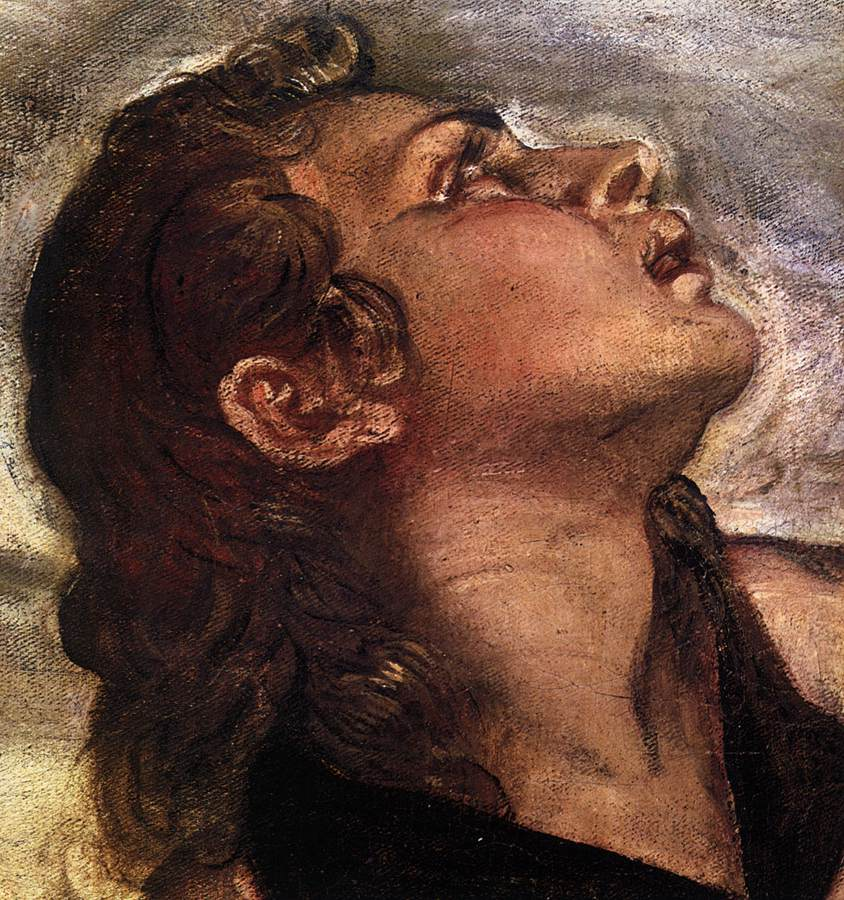
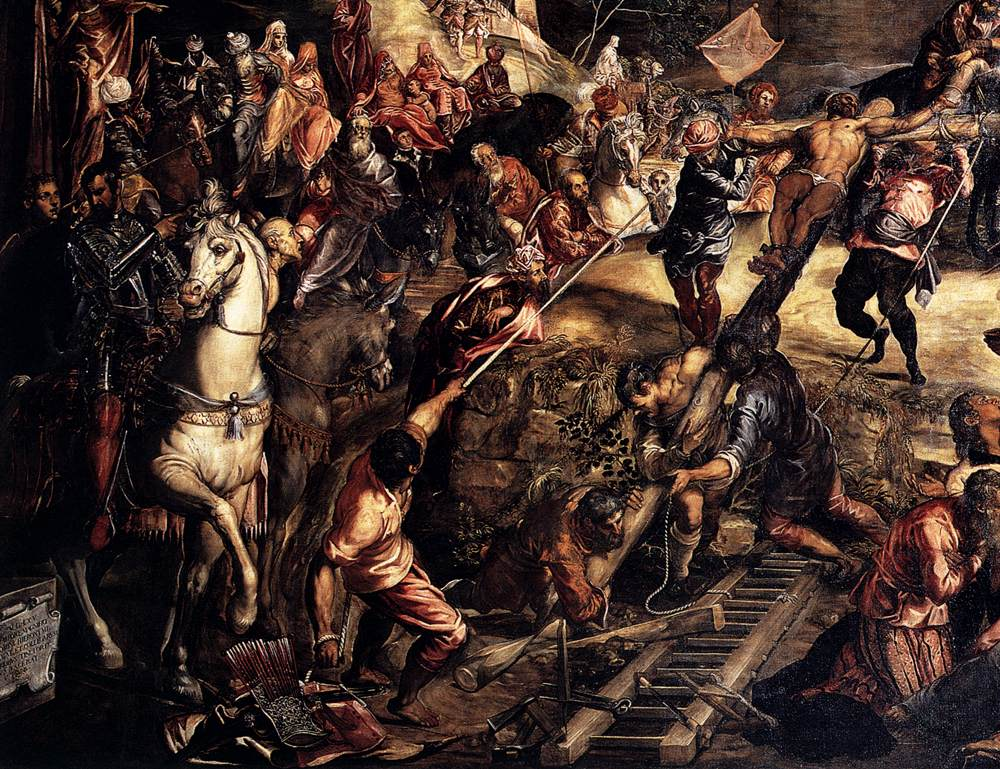
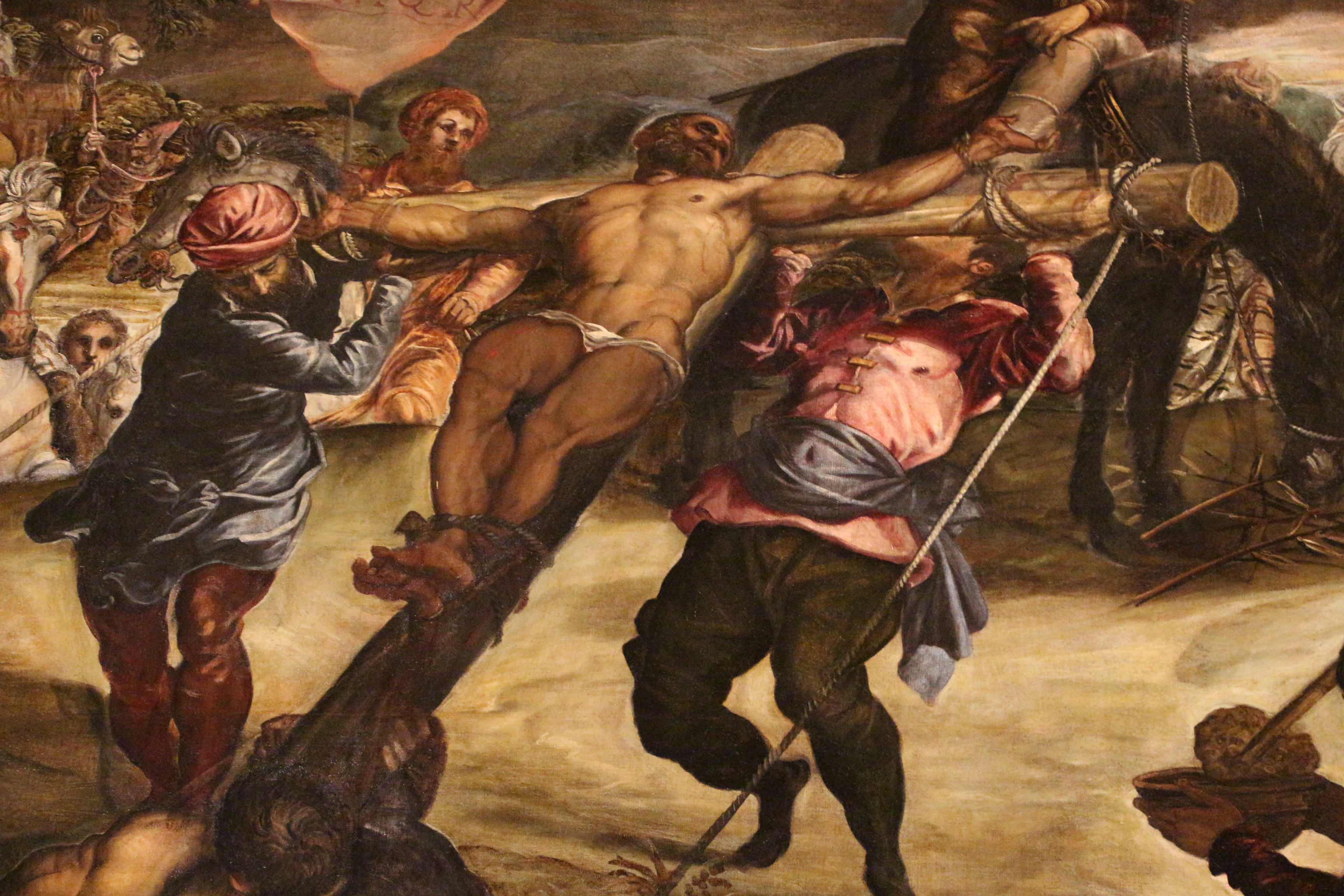
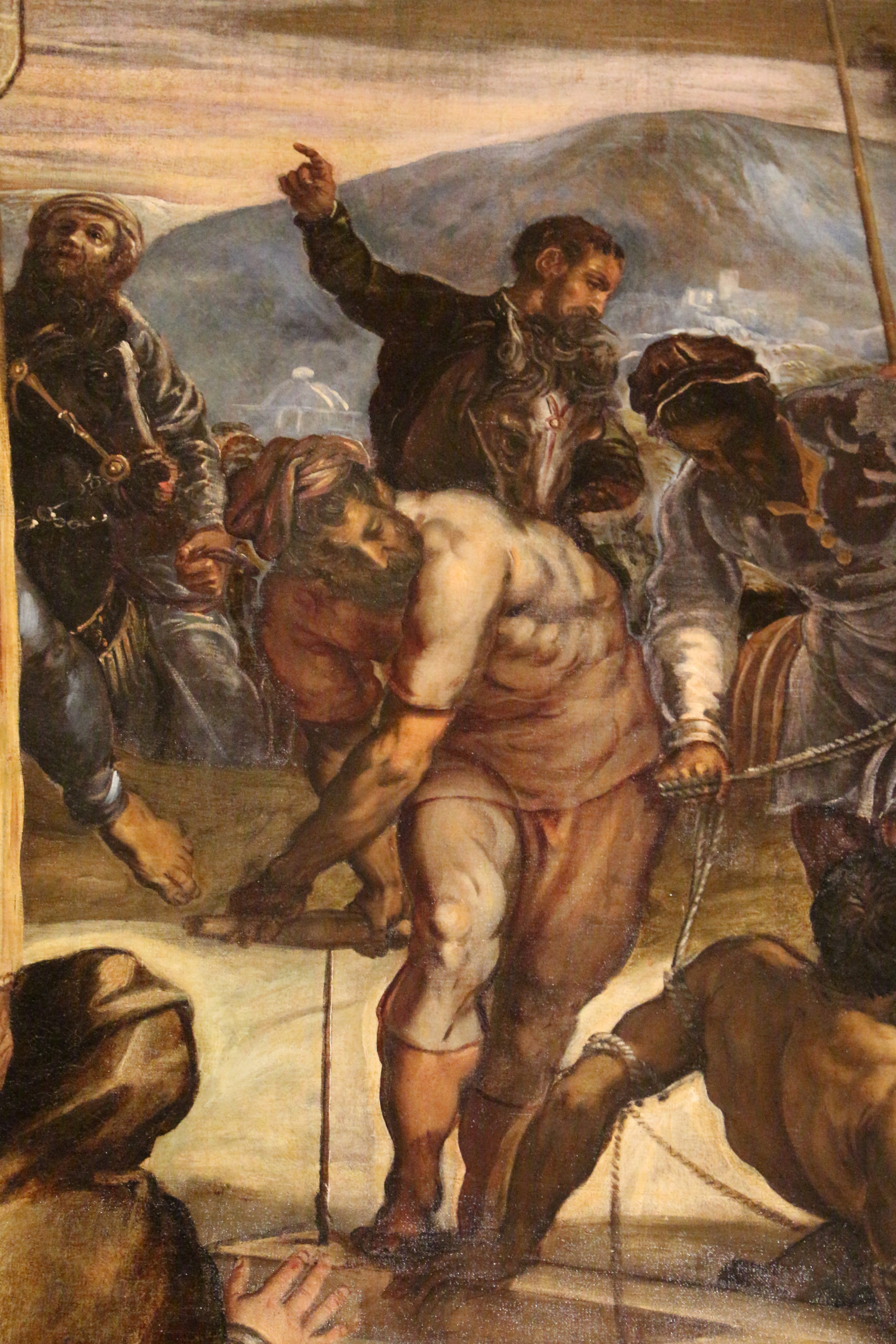
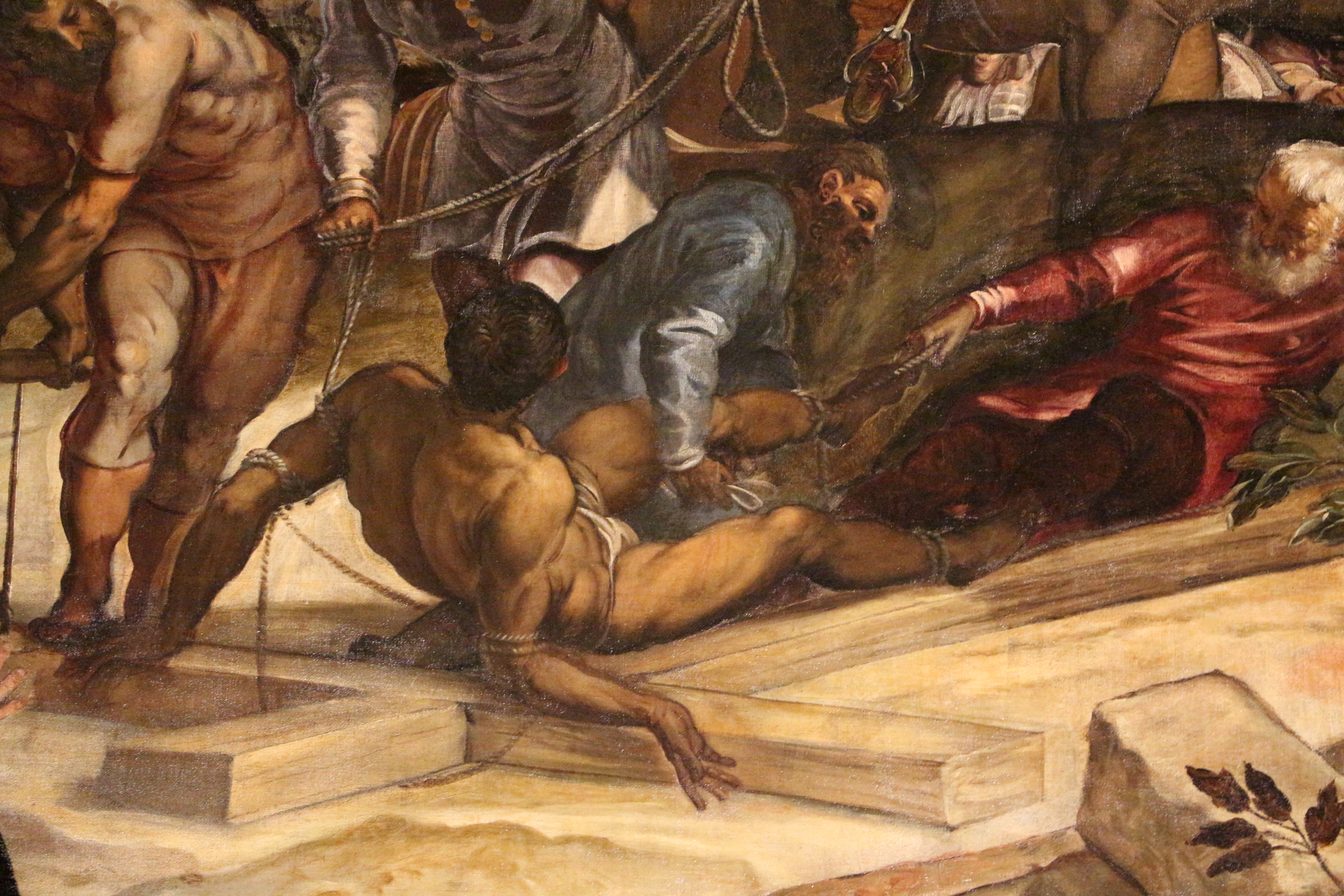